# Paulo Tocha
Paulo Tocha, auch Bruce Stallion, (* 12. Dezember 1955 in Südafrika) ist ein US-amerikanischer Kampfsportler, Schauspieler und Kampfchoreograf.

## Leben
Der in Afrika geborene Tocha hat portugiesische und italienische Wurzeln. Er wuchs in Mosambik und Johannesburg auf und ging später nach Thailand, weil er echtes Muay-Thai-Boxen lernen wollte. Er war einer der ersten ausländischen Kämpfer, die in Thailand akzeptiert wurden. Tocha wurde in den frühen 1980er Jahren an einer renommierten Muay-Thai-Kampfschule, Sor Thanikul, in Bangkok ausgebildet. Von Thailand aus reiste Tocha nach China, wo er wieder der erste Ausländer war, der erfolgreich kämpfte und gewann.
Tocha arbeitete auch als Schauspieler in Asien und hatte wichtige Rollen in mehreren Ninja-Filmen, so zum Beispiel in Ninja Dragon (1985) mit Richard Harrison. In Final Fight (1986), Jet Lis einzige Regiearbeit, spielte er den US-Marine und Boxer Bailey, einer der Antagonisten des von Jet Li gespielten Protagonisten. In Bloodsport (1988) spielt er den Muay-Thai-Kämpfer Paco, der beim illegalen Martial-Arts-Wettkampf gegen den von Jean-Claude Van Damme gespielten Frank Dux unterlag.
Danach ging er nach Los Angeles, Kalifornien, wo er seine Schauspielkarriere fortsetzte und ein Lehrer des Muay Thai wurde. Er zog sich aus dem Muay Thai im Februar 2001 zurück.
Tocha ist Senior Vize President der United States Muay Thai Association (USMTA), Richter und Schiedsrichter des World Muay Thai Council (WMC), World Boxing Council (WBC) sowie Schiedsrichter der Muay Thai Las Vegas (NSAC) Mixed Martial Arts (MMA).
Tocha hat als technischer Berater in Hollywood für große Studios in Film, Fernsehen und in vielen unabhängigen Filmunternehmen gearbeitet. Zu seinen bekanntesten Filmen zählen Bloodsport, Mit stählerner Faust, Stone Cold – Kalt wie Stein und In Hell – Rage Unleashed. Er wurde für den US-amerikanischen National Actor’s Award, International Actor’s Award und als US-Richter und Schiedsrichter des Jahres 1999 nominiert. Im Jahr 2007 war er das Gesicht von Cingular Networks in seiner nationalen und internationalen Fernsehwerbekampagne.
Tocha ist derzeit der ausführende Produzent für eine neue Fernsehserie mit dem Titel Strong Spirit.

## Filmografie (Auswahl)
- 1985: Ninja Dragon
- 1986: Final Fight
- 1988: Clash of the Ninjas
- 1988: Bloodsport
- 1990: Mit stählerner Faust (Death Warrant)
- 1991: Stone Cold – Kalt wie Stein (Stone cold)
- 1992: Der Tod steht ihr gut (Death Becomes Her)
- 1992: Blood in, Blood out – Verschworen auf Leben und Tod (Bound by Honor)
- 1995: Strange Days
- 2003: In Hell – Rage Unleashed (In Hell)